# Julius Eskesen
Julius Eskesen, né le 16 mars 1999 à Odense au Danemark, est un footballeur danois qui évolue au poste de milieu central à Dundee United.

## Biographie

### Odense BK
Né à Odense au Danemark, Julius Eskesen commence le football avec le club local du B 1913 Odense avant de rejoindre en 2010 l'Odense BK, où il fait la majorité de sa formation. Il devient l'un des grands espoirs du centre de formation du club, étant l'un des leaders de l'équipe des moins de 19 ans, avec laquelle il brille notamment durant la saison 2016-2017, où il est apprécié pour ses qualités techniques et son côté travailleur. Ses prestations lui valent d'être inclus dans un camp d'entraînement avec l'équipe première en janvier 2017, à Malaga en Espagne.
Il est définitivement intégré à l'équipe première en juillet 2017, et signe un nouveau contrat de quatre ans.
Il fait ses débuts en professionnel le 29 août 2017, en coupe du Danemark contre le Dalum IF. Il entre en jeu lors de cette rencontre et se fait remarquer en inscrivant le but de la victoire (0-1). Il joue son premier match en Superligaen, la première division danoise, le 15 septembre suivant, face au Silkeborg IF. Il entre en cours de partie et son équipe s'incline (1-0). Eskesen connait sa première titularisation le 22 avril 2018, contre le Lyngby BK en championnat, l'entraîneur Kent Nielsen lui donnant sa chance dans le onze de départ. Une chance que le joueur de 19 ans saisit en délivrant notamment une passe décisive pour Nicklas Helenius, participant ainsi au succès de son équipe par trois buts à zéro,.
Apparaissant à douze reprises lors de sa première saison en professionnel, Eskesen est alors perçu comme un joueur prometteur, et l'un des grands espoirs de l'OB. Il impressionne notamment son coéquipier Janus Drachmann, et Jakob Michelsen, nouvel entraîneur de l'équipe à partir de l'été 2018.
Eskesen devient un joueur régulier de l'équipe première au début de la saison 2018-2019 et confirme ses bons débuts bien qu'il se montre rarement décisif devant le but adverse.

### SønderjyskE
Le 28 janvier 2020, pendant le mercato hivernal, Julius Eskesen s'engage avec SønderjyskE pour un contrat courant jusqu'à l'été 2024. 
Il joue son premier match sous ses nouvelles couleurs le 23 février 2020 face au FC Nordsjælland en championnat. Il entre en jeu à la place de Rilwan Hassan lors de cette rencontre perdue par son équipe (2-1). SønderjyskE parvient à atteindre la finale de la coupe du Danemark cette année-là. Eskesen est titulaire lors de cette rencontre face à l'Aalborg BK qui a lieu le 1er juillet 2020 à la Blue Water Arena. Il se fait expulser en écopant d'un second carton jaune mais son équipe s'impose par deux buts à zéro. Il glane ainsi le premier trophée de sa carrière.

### FK Haugesund
Le 31 mars 2022, Julius Eskesen s'engage en faveur du club norvégien du FK Haugesund,.
Eskesen joue son premier match pour son nouveau club le 18 avril 2022, lors d'une rencontre de championnat face au Strømsgodset IF. Il entre en jeu et son équipe est battue (0-1 score final). Il inscrit son premier but pour le club le 18 septembre 2022, à l'occasion d'une rencontre de championnat face au FK Bodø/Glimt. Titularisé ce jour-là, il marque le but égalisateur de son équipe (1-1 score final).

## Palmarès

### En club
SønderjyskE
- Coupe du Danemark
  - Vainqueur : 2020.
  - Finaliste : 2021.